# 어퍼 스윙
어퍼 스윙은 타자의 타격 중에 한 종류이다. 

## 설명
어퍼 스윙은 투수가 낮은 스트라이크 존으로 투구할 때 주로 하는 타격으로서 마치 골프를 치는 것과 같이 공을 위로 올리는 타법이 된다. 주로 홈런 타자가 어퍼 스윙을 하는 경우가 많으며 홈런, 3루타, 2루타와 같은 장타들을 양산하기 가장 쉬운 장점이 있는 스윙이 된다. 하지만 타자의 힘이 좋고 배트스피드가 빨라야 하며 드라이브가 먹히면 드롭성 변화구처럼 뚝 떨어지므로 투수가 던진 투구에 타이밍을 제대로 못맞추고 빚맛게 되면 힘없는 내야 뜬공이 되는 단점도 존재한다. 현역 시절에 KBO에서 가장 어퍼 스윙으로 유명한 야구 선수로는 현역 시절에 롯데 자이언츠에서 활약했던 박종윤이 있다.

## 같이 보기
- 레벨 스윙
- 다운 스윙